# Theodora av Emesa
Theodora av Emesa, död efter cirka 500, var en bysantinsk-egyptisk nyplatonsk filosof.  
Hon var medlem av en familj som härstammade från den syriska kungafamiljen i Emesa. Hon tillhörde den nyplatonska hedniska skolan kring Isidor av Alexandria i Alexandria under 480-talet. Hon blev där en framträdande medlem, och var även offentligen känd som filosof. Hon var en av Isidors elever, och han skrev sitt filosofiska verk Filosofisk historia på hennes uppmaning och dedikerade det till henne. Hon tillhörde inte de filosofer som emigrerade till Persien efter den bysantinska kejsarens stängning av skolan i Aten under förföljelsen av hedningarna 529. 